# 李務滋 (光緒進士)
李務滋（?—?），廣西省桂林府臨桂縣人，清朝政治人物、同進士出身。
光緒九年（1883年），参加癸未科殿試，登進士三甲47名。同年五月，著交吏部掣签分发各省，以知县即用。
曾任山东潍县知县，后居山东济南府。